# Audriņi
Audriņi (ryska: Аудрини) är en ort i Lettland.   Den ligger i kommunen Rēzeknes Novads, i den östra delen av landet, 200 km öster om huvudstaden Riga. Audriņi ligger 157 meter över havet och antalet invånare är 519.
Terrängen runt Audriņi är platt. Runt Audriņi är det ganska glesbefolkat, med 21 invånare per kvadratkilometer. Närmaste större samhälle är Rēzekne, 10,8 km söder om Audriņi. Omgivningarna runt Audriņi är en mosaik av jordbruksmark och naturlig växtlighet.